# Gerhard Rösch (Textilingenieur)
Gerhard Rösch (* 1907; † 1982 in Tübingen) war ein deutscher Textilingenieur.

## Karriere
Rösch gründete im Jahre 1949 die Gerhard Rösch GmbH in Tübingen-Bühl. Die Gerhard Rösch GmbH war zur damaligen Zeit auf die Herstellung von Nylonunterkleidern und Polohemden spezialisiert. 1956 wurde die Tochtergesellschaft "rökona Textilwerk GmbH" gegründet. Gerhard Rösch übernahm zu seiner Zeit die Vorreiterrolle bei der Einführung von familienfreundlichen Maßnahmen, die er in seinem Unternehmen in Deutschland einführte und diese bis zum heutigen Tag die  Unternehmensphilosophie prägt. Der Konzern ist in dritter Generation (2011)  im Familienbesitz. Der Umsatz der Gerhard Rösch GmbH betrug 2010  18,7 Millionen Euro. 2009 gab es 626 Beschäftigte.